# Кепецинешть (Бузеу)
Кепецинешть, Кепецинешті (рум. Căpățânești) — село у повіті Бузеу в Румунії. Входить до складу комуни Меречинень.
Село розташоване на відстані 99 км на північний схід від Бухареста, 5 км на північний захід від Бузеу, 100 км на захід від Галаца, 105 км на південний схід від Брашова.

## Населення
За даними перепису населення 2002 року у селі проживали 2884 особи.
Національний склад населення села:
| Національність | Кількість осіб | Відсоток |
| -------------- | -------------- | -------- |
| румуни         | 2875           | 99,7%    |
| цигани         | 8              | 0,3%     |

Рідною мовою назвали:
| Мова      | Кількість осіб | Відсоток |
| --------- | -------------- | -------- |
| румунська | 2876           | 99,7%    |
| циганська | 7              | 0,2%     |